# جرج کر (ورزشکار)
جرج کر (انگلیسی: George Kerr; ۱۶ اکتبر ۱۹۳۷ – ۱۵ ژوئن ۲۰۱۲) ورزشکار دو و میدانی اهل بریتانیا بود.
وی در مسابقات کشوری و بین‌المللی در مجموع برندهٔ ۷ مدال طلا، ۲ مدال نقره، ۴ مدال برنز شده‌است.